# Szczelina w Krzesanicy I
Szczelina w Krzesanicy I – jedna z trzech jaskiń o tej samej nazwie położonych w Tatrach Zachodnich w pobliżu grani Krzesanicy nad jej północną ścianą opadającą do Doliny Mułowej. Ma trzy otwory wejściowe znajdujące się na wysokościach 2091, 2092 i 2098 metrów n.p.m. Długość jaskini wynosi 63 metry, a jej deniwelacja 17 metrów. 

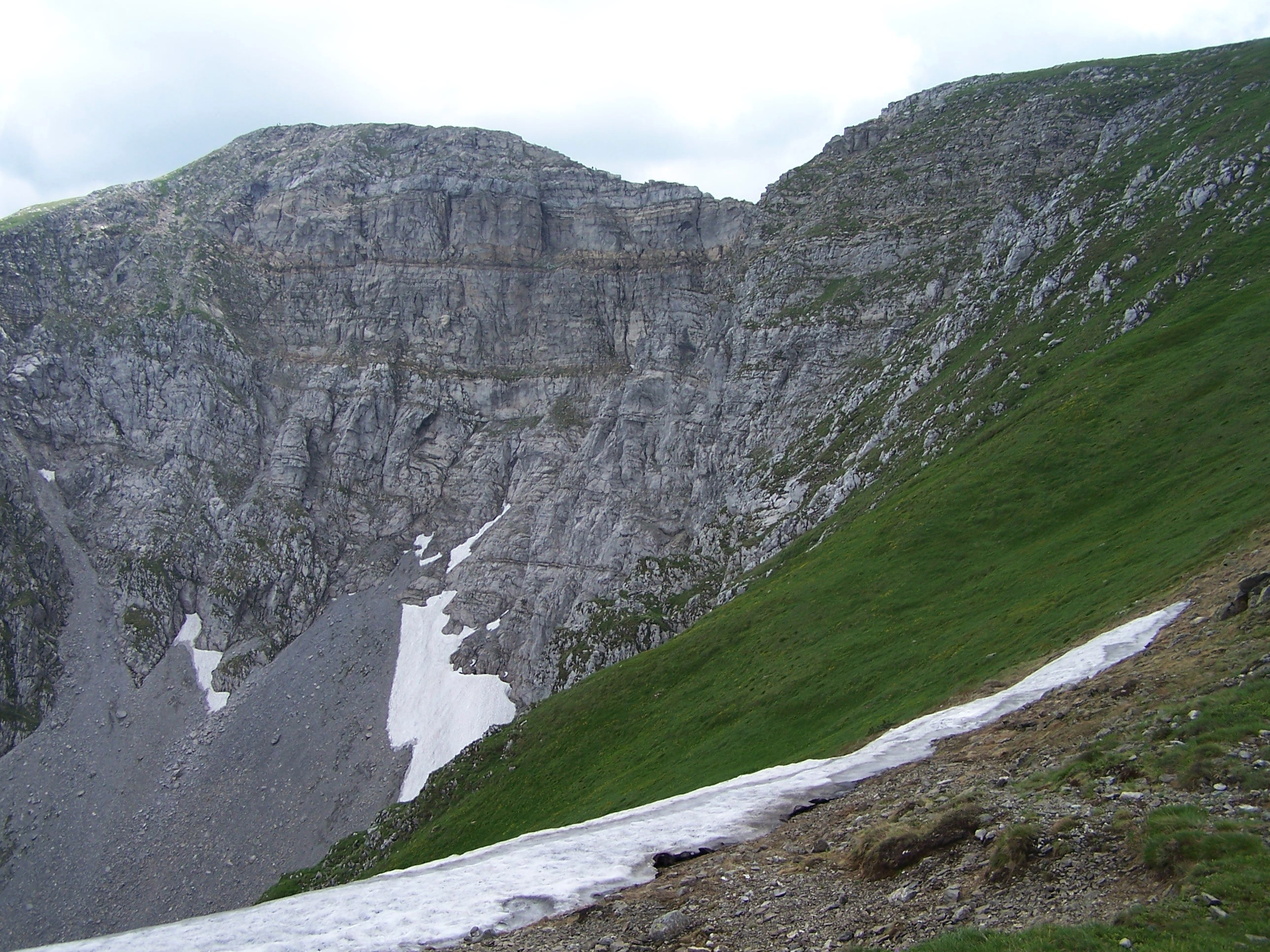
Północna ściana Krzesanicy

## Opis jaskini
Ciąg główny jaskini zaczyna się w otworze na wysokości 2098 metrów n.p.m. i kończy bardzo ciasnym meandrem.  
Początkowo ciąg jest wysoką szczeliną, w której kilkanaście metrów od otworu głównego znajduje się drugi otwór na wysokości 2092 metrów n.p.m. wychodzący w ścianie Krzesanicy.  
Ze szczeliny ciąg główny idzie w dół i przez prożek dochodzi do wysokiego, 13-metrowego korytarza. Prowadzi on stromo w dół do ślepego, 3-metrowego kominka. Przed nim odchodzi inny kominek prowadzący do trzeciego otworu na wysokości 2091 metrów n.p.m. 
Można tu też zejść na dolny poziom jaskini, który stanowi około 15-metrowy meander nie zbadany do końca.

## Przyroda
W jaskini przez cały rok leży śnieg. Nacieki w niej nie występują. W górnej części głównego ciągu rosną mchy i porosty.

## Historia odkryć
Jaskinię odkryła H. Wachowiak 14 lipca 1979 roku. W tym samym roku została ona po raz pierwszy zbadana przez I. Luty przy współpracy L. Młynarskiego podczas inwentaryzacji jaskiń tatrzańskich.